# Marcelino (football, 1940)
Pour les articles homonymes, voir Marcelino.
Marcelino Martínez Cao, dit Marcelino, est un footballeur international espagnol, né le 29 avril 1940 près de La Corogne (Espagne).

## Biographie
Pouvant jouer au milieu de terrain ou en attaque, il fut international espagnol à 14 reprises pour 4 buts marqués. 
Avec l'Espagne, il participa à l'Euro 1964 et à la Coupe du monde de football 1966. Le premier match avec la sélection fut joué le 23 novembre 1961, à Madrid, contre le Maroc, dans le cadre des éliminatoires de la Coupe du monde de football 1962, qui se solda par une victoire espagnole sur le score de 3 buts à 2, il marqua 1 but. Sa dernière sélection a lieu le 1er octobre 1967 contre la Tchécoslovaquie (défaite 1 à 0).
Il participe à l'Euro 1964. Il marque  à deux reprises (33e et 88e minute) en quart de finale contre l'Irlande du Nord au match aller (5-1). Il arrive en finale contre l'URSS. À la mi-temps, les équipes sont à égalité (1-1). Il faut attendre la 84e minute pour voir l'Espagne gagner 2 buts à 1, grâce au but de Marcelino Martinez. Il remporte donc l'Euro 1964,
Il participe à la Coupe du monde 1966 en Angleterre, mais est éliminé dès le 1er tour. Le dernier match avec la sélection fut joué à Prague, contre la Tchécoslovaquie, le 1er octobre 1967, qui se solda par une défaite (0-1).
En club, avec le Real Saragosse, il remporte deux Coupes du Roi en 1964 et en 1966, une Coupe des villes de foires en 1964 et fut 3e en Liga. Il a joué en tout 324 matches pour Saragosse, toutes compétitions confondues (226 en championnat pour 71 buts).

## Clubs
- Numancia Ares
- Galicia Mugardos
- Racing de Ferrol
- 1958-1969 : Real Saragosse

## Palmarès
- Avec l'Espagne
  - Vainqueur de l'Euro 1964

- Avec le Real Saragosse
  - Vainqueur de la Coupe du Roi en 1964 et en 1966
  - Finaliste de la Coupe du Roi en 1963 et en 1965
  - 3e en Liga en 1964-1965
  - Vainqueur de la Coupe des villes de foires en 1964
  - Finaliste de la Coupe des villes de foires en 1966